# Fabrice Luchini
Fabrice Luchini, echte naam Robert Luchini, (Parijs, 1 november 1951) is een Frans acteur.

## Leven en werk

### Opleiding en ontmoeting met Éric Rohmer
Fabrice Luchini werd in het Parijse Quartier de la Goutte-d'Or geboren in een gezin van Italiaanse migranten die een handel in groenten en fruit uitbaatten. School lopen interesseerde hem weinig, literatuur des te meer. Hij ging al op vroege leeftijd werken in een kapsalon. Zijn vrije tijd wijdde hij aan lezen en aan soulmuziek. Zo werd hij in 1968 in een discotheek ontdekt door Philippe Labro. Deze schonk Luchini zijn eerste rol in de tragikomedie Tout peut arriver. Daarop besloot Luchini acteerlessen te volgen. 
Hij maakte kennis met Éric Rohmer, een van de grootmeesters van de Nouvelle Vague. Rohmer liet hem in 1970 aantreden in Le Genou de Claire, het vijfde deel van zijn cyclus Six contes moraux. De samenwerking Rohmer - Luchini zou nog vijf films opleveren, onder meer de historische film Perceval le Gallois (1978) en de tragikomedies Les Nuits de la pleine lune (1984) en L'Arbre, le Maire et la Médiathèque (1993).

### Jaren tachtig
In de jaren tachtig was hij afwisselend te zien in pretentieloze lichte komedies van onder meer Patrick Schulmann (drie films waaronder de kassakraker P.R.O.F.S ) waarin hij telkens een hoofdrol vertolkte en in persoonlijker films van auteurs zoals Rohmer, Oshima, Costa-Gavras en Pierre Zucca. 

### Doorbraak en vruchtbare carrière vanaf de jaren negentig
In 1990 brak hij bij een ruimer publiek door dankzij de tragikomedie La Discrète met de voor hem geknipte rol van een in de liefde gekwetste schrijver die zich wilde wreken op dé vrouw. Vanaf dan nam hij meer en meer hoofdrollen voor zijn rekening. Zo droeg hij het volle gewicht van de sociale satire Riens du tout, het eerste commercieel succes van Cédric Klapisch en speelde hij mee in twee tragikomedies van Claude Lelouch. Voor Tout ça... pour ça! werd hij in 1994 bedacht met de César voor beste acteur in een bijrol. 
Hij wisselde komedies en tragikomedies af met historische films die door de literatuur geïnspireerd werden (Le Colonel Chabert, Le Bossu) of de literatuur als onderwerp hadden (Beaumarchais, l'insolent, Molière). Collega's zoals Sandrine Kiberlain, Karin Viard, Gérard Depardieu, Romain Duris en Vincent Lindon kruisten meer dan eens zijn pad. Regisseurs zoals Benoît Jacquot, Yves Angelo, Philippe Le Guay en François Ozon deden meermaals een beroep op zijn veelzijdig acteertalent. Hij bezorgde Le Guay (met de komedie Les Femmes du 6e étage) en Ozon (met de hilarische sociale satire Potiche en met de thriller Dans la maison) heel wat succes aan de kassa.

### Toneel en stemacteur
Luchini verschijnt ook regelmatig op de bühne, naar eigen zeggen is het theater zijn echte passie. Hij leest ook teksten voor of spreekt teksten in van belangrijke Franse auteurs als La Fontaine, Céline (Voyage au bout de la nuit), Paul Valéry...

## Filmografie (bioscoopfilms)
- 1969 - Tout peut arriver (Philippe Labro)
- 1970 - Valparaiso, Valparaiso (Pascal Aubier)
- 1970 - Le Genou de Claire (Éric Rohmer)
- 1974 - Contes immoraux (episode La Marée) (Walerian Borowczyk)
- 1975 - Né (Jacques Richard)
- 1975 - Le Vivarium (Jacques Richard)
- 1976 - Vincent mit l'âne dans un pré (et s'en vint dans l'autre) (Pierre Zucca)
- 1978 - Perceval le Gallois (Éric Rohmer)
- 1978 - Violette Nozière (Claude Chabrol)
- 1978 - Même les mômes ont du vague à l'âme (Jean-Louis Daniel)
- 1980 - La Femme de l'aviateur (Éric Rohmer)
- 1982 - T'es folle ou quoi ? (Michel Gérard)
- 1982 - Zig Zag Story (Et la tendresse? Bordel! n°2) (Patrick Schulmann)
- 1984 - Emmanuelle 4 (Francis Leroi)
- 1984 - Les Nuits de la pleine lune (Éric Rohmer)
- 1985 - Conseil de famille (Costa-Gavras)
- 1985 - P.R.O.F.S (Patrick Schulmann)
- 1985 - Max mon amour (Nagisa Oshima)
- 1985 - Rouge-gorge (Pierre Zucca)
- 1986 - Hôtel du paradis (Jana Bokova)
- 1987 - Les Oreilles entre les dents (Patrick Schulmann)
- 1987 - Quatre aventures de Reinette et Mirabelle (Éric Rohmer)
- 1988 - La Couleur du vent (Pierre Granier-Deferre)
- 1988 - Alouette je te plumerai (Pierre Zucca)
- 1990 - La Discrète (Christian Vincent en Jean-Pierre Ronssin)
- 1990 - Uranus (Claude Berri)
- 1992 - Le Retour de Casanova (Édouard Niermans)
- 1992 - Riens du tout (Cédric Klapisch)
- 1992 - Toxic Affair (Philomène Esposito)
- 1993 - L'Arbre, le Maire et la Médiathèque (Éric Rohmer)
- 1993 - Tout ça... pour ça! (Claude Lelouch)
- 1994 - Le Colonel Chabert (Yves Angelo)
- 1995 - L'Année Juliette (Philippe Le Guay)
- 1995 - Beaumarchais, l'insolent (Edouard Molinaro)
- 1996 - Hommes, femmes, mode d'emploi (Claude Lelouch)
- 1997 - Un air si pur... (Yves Angelo)
- 1997 - Le Bossu (Philippe de Broca)
- 1998 - Rien sur Robert (Pascal Bonitzer)
- 1998 - Pas de scandale (Benoît Jacquot)
- 1998 - Par cœur (Benoît Jacquot) (documentaire waarin hij teksten voordraagt van Baudelaire, Hugo…)
- 2000 - Barnie et ses petites contrariétés (Bruno Chiche)
- 2003 - Le Coût de la vie (Philippe Le Guay)
- 2003 - Confidences trop intimes (Patrice Leconte)
- 2005 - La Cloche a sonné (Bruno Herbulot)
- 2006 - Jean-Philippe (Laurent Tuel)
- 2007 - Molière (Laurent Tirard)
- 2008 - Paris (Cédric Klapisch)
- 2008 - Musée haut, musée bas (Jean-Michel Ribes)
- 2008 - La Fille de Monaco (Anne Fontaine)
- 2010 - Les Invités de mon père (Anne Le Ny)
- 2010 - Potiche (François Ozon)
- 2011 - Les Femmes du 6e étage (Philippe Le Guay)
- 2012 - Dans la maison (François Ozon)
- 2012 - Astérix et Obélix : Au service de sa Majesté (Laurent Tirard)
- 2013 - Alceste à bicyclette (Philippe Le Guay)
- 2014 - Gemma Bovery (Anne Fontaine)
- 2015 - L'Hermine (Christian Vincent)
- 2016 - Ma loute (Bruno Dumont)
- 2018 - Un homme pressé (Hervé Mimran)
- 2018 - L'Empereur de Paris (Jean-François Richet)
- 2019 - Le Mystère Henri Pick (Rémi Bezançon)
- 2019 - Alice et le Maire (Nicolas Pariser)
- 2019 - Jeanne (Bruno Dumont)
- 2019 - Le meilleur reste à venir (Matthieu Delaporte en Alexandre de La Patellière)
- 2022 - Par coeurs (Benoît Jacquot)
- 2023 - Un Homme heureux (Tristan Séguéla)
- 2023 - Mon crime (François Ozon)
- 2023 - La Petite (Guillaume Nicloux)
- 2024 - L'Empire (Bruno Dumont)
- 2024 - Marcello Mio (Christophe Honore)

## Prijzen en nominaties

### Prijzen
- 1991 - Jean Gabinprijs
- 1994 - Tout ça... pour ça! : César voor beste acteur in een bijrol

### Nominaties

#### César voor beste acteur
- 1991 - La Discrète
- 1997 - Beaumarchais, l'insolent
- 2013 - Dans la maison
- 2014 - Alceste à bicyclette
- 2016 - L'Hermine
- 2017 - Ma loute

#### César voor beste acteur in een bijrol
- 1985 - Les Nuits de la pleine lune
- 1993 - Le Retour de Casanova
- 1995 - Le Colonel Chabert
- 2008 - Molière

## Publicatie
- Fabrice Luchini: Comédie française: ça a débuté comme ça..., Flammarion Québec, 2016

- Bibsys: 10024996
- Biblioteca Nacional de España: XX1266609
- Bibliothèque nationale de France: cb13896845f (data)
- Gemeinsame Normdatei: 136697186
- International Standard Name Identifier: 0000 0003 6864 4892
- Library of Congress Control Number: nr97036449
- Nationale Bibliotheek van Letland: 000337662
- MusicBrainz: 0ff59aaa-6ca7-4f68-947b-08e3bd728a12
- Nationale Bibliotheek van Tsjechië: xx0097514
- Nationale bibliotheek van Australië: 35967219
- Nationale Bibliotheek van Israël: 987007432803105171
- Nederlandse Thesaurus van Auteursnamen: 074436597
- Réseau des bibliothèques de Suisse occidentale: 02-A003534635
- SNAC: w6xh0mv1
- Système universitaire de documentation: 059212632
- Virtual International Authority File: 80998378